# Förromantiken
Förromantiken föregrep eller inledde romantiken och gäller framför allt skönlitteraturen, i synnerhet i Storbritannien och Tyskland under 1700-talet, som uppvisar samma estetiska drag som romantiken eller pekar fram mot denna. Man brukar kalla författare som Rousseau, James MacPherson, Goethe, Robert Burns, Thomas Gray och William Blake samt i Sverige Thorild och Lidner för förromantiker eftersom de inte verkade under den egentliga romantiken, men ändå passar in på epokens definition. Dessa har haft mycket stor betydelse för romantiken. En del kompositörer har kallats förromantiker, såsom Mozart och Beethoven.

## Primitivism
Primitivism blev en del av den brittiska förromantiska rörelsen. Det är, enligt Nationalencyklopedin, ”… föreställningar som hyllar tidigare och enklare stadier av civilisationen.”.  Återupptäckt av Homeros, nordisk mytologi, den medeltida riddarromanen och Shakespeare, skedde också i Storbritannien under denna tid. 

## Montesquieu och Rousseau
Montesquieus historieskrivning framkallade ett livligt intresse för uppdagandet av olikheterna mellan skilda länders och levnadsformers människor. Den sensualistiska psykologin framhöll inte förnuftet, utan de irrationella faktorerna, och känslan, det emotionella livet, uppskattades allt mera som på en gång kunskapskälla och handlingsdrivkraft. Med Rousseau uppträder ett nytt inflytande, som för till romantiken. Rousseau var på en mängd olika områden en lika lidelsefull som suggererande oppositionsman mot upplysningsfilosofin och den litteratur, som präglade dess era. Hans religiösa, antiintellektuella uppfattning gjorde honom till sektmystikens bundsförvant, och hans antisociala individualism förde till det svärmeri för naturtillståndet, bondelivet, den hänförelse för naturen och det primitiva, varmed han kom att göra en omätbart viktig insats. Hans kulturpessimism och religiöst färgade känslokult vann hänförda läsare och efterföljare överallt; hans La nouvelle Héloise, Émile och Confessions banade väg för ett helt och hållet nytt människoideal. 
Edward Young, vars Night-thoughts är ett av 1700-talets inflytelserikaste vittra arbeten, var påverkad av mystiska åskådningar och förkunnade i Conjectures on Original Composition originalitetens betydelse och snillets oberoende av regler och tradition. Ossians sånger (1760) av James MacPherson utgavs såsom översättningar av keltiska hjälteepos, men avslöjades senare som påhittade. Intresset för medeltiden tog trots avslöjandet fart. Synen på författaren som geni uppstod snart. "I fantasins sagoland kan geniet vandra fritt; där har det skapande kraft och kan regera självhärligt över sitt eget rike av inbillningar" skrev förromantikern Edward Young. Kyrkogårdsromantiken växte fram – dikter som visar på livets förgänglighet och döden. En av de mest kända kyrkogårdspoeternas dikter blev, Thomas Grays Elegy Written in a Country Church Yard (1751). De förromantiska tankarna och verken spreds från Storbritannien och vidare ut i Europa.
Förromantiken i Tyskland kallas Sturm und Drang.